# 袁顗
袁 顗（えん ぎ、420年 - 466年）は、南朝宋の官僚。字は景章。本貫は陳郡陽夏県。明帝に反抗して敗死した。

## 経歴
袁洵の子として生まれた。豫州主簿を初任とし、秀才に挙げられたが、赴任しなかった。後に始興王劉濬の下で後軍行参軍となった。著作佐郎に任じられた。元嘉23年（443年）、廬陵王劉紹の下で南中郎主簿をつとめ、武陵王劉駿の下で征虜主簿となった。元嘉21年（444年）、劉駿が撫軍将軍となると、袁顗も従って撫軍主簿に転じた。後に廬江郡太守や尚書都官郎をつとめた。元嘉28年（451年）、江夏王劉義恭の下で驃騎記室参軍となり、汝陰王劉渾の下で文学をつとめ、太子洗馬に任じられた。父の袁洵が呉郡太守となると、袁顗も従って呉郡に入った。元嘉30年（453年）、劉劭が文帝を殺害して帝を称すると、隨王劉誕の下で従軍して劉劭の乱を討ち、安東諮議参軍をつとめた。乱が平定されると、袁顗は正員郎の位を受け、晋陵郡太守に任じられた。父の袁洵が死去すると、辞職して喪に服した。喪が明けると、中書侍郎となり、再び晋陵郡太守に任じられ、南昌県五等子の爵位を嗣いだ。
大明2年（458年）、東海王劉禕の下で平南司馬・尋陽郡太守となり、江州の事務を代行した。義陽王劉昶が江州刺史となると、袁顗は尋陽郡太守のまま劉昶の下で前軍司馬をつとめた。大明3年（459年）、劉昶が前将軍から護軍将軍に進むと、袁顗は司馬の職を解かれ、寧朔将軍の号を加えられた。大明4年（460年）、尋陽郡太守から尋陽国内史に改められた。尋陽王劉子房の下で冠軍司馬となり、淮南郡と宣城郡の事務を代行した。大明5年（461年）、建康に召還されて太子中庶子となり、御史中丞をつとめ、南豫州大中正を兼ねた。大明7年（463年）、侍中に任じられた。大明8年（464年）、晋安王劉子勛の下で鎮軍長史・襄陽郡太守となり、輔国将軍の号を加えられた。赴任しないうちに、永嘉王劉子仁の下に転じて左軍長史・広陵郡太守となった。受けないうちに、再び侍中となり、前軍将軍の号を加えられた。
大明末年、孝武帝（劉駿）は殷淑儀をとくに寵愛していた。皇太子劉子業に過失が多かったことから、太子を廃して殷淑儀の産んだ新安王劉子鸞を立てようと考えていた。袁顗は太子が学問を好んでいると弁護して、太子の地位を守った。前廃帝（劉子業）はこのため袁顗に恩義を感じていた。景和元年（465年）8月、前廃帝が大臣たちを粛清すると、袁顗に朝政を任せるべく、吏部尚書に任じ、新隆県子に封じた。袁顗は危難に遭うことを予感し、外任を求めて許され、建安王劉休仁の下で安西長史・襄陽郡太守となり、冠軍将軍の号を加えられた。劉休仁が襄陽に赴任しなかったため、袁顗は9月に使持節・都督雍梁南北秦四州郢州之竟陵隨二郡諸軍事・領寧蛮校尉・雍州刺史に任じられて、襄陽に赴任した。襄陽に着任すると、劉胡に命じて兵器を改修させ、兵士を募集させた。
11月、湘東王劉彧が前廃帝を殺害すると、袁顗は右将軍に進んだ。同年（泰始元年）12月、袁顗は明帝（劉彧）に対する反意を固め、太皇太后の令と偽って起兵した。泰始2年（466年）1月、晋安王劉子勛が尋陽で即位すると、袁顗は安北将軍となり、尚書左僕射の任を加えられた。袁顗は侍中の孔道存に雍州の事務を代行させて、自らは尋陽に下った。劉胡に鵲尾に駐屯させて、明帝側の官軍と対峙させた。夏、袁顗は都督征討諸軍事の任を加えられ、鵲尾に入った。袁顗に将略はなく、陣中にあっても詩を賦し、談義するばかりであった。対戦が長期化し、尋陽側の諸軍は兵糧の不足に悩むようになったため、劉胡は襄陽の資産を出すよう袁顗に求めたが、袁顗は都の邸宅の建設に必要なので失うことはできないと回答した。
8月、劉胡は袁顗に知らせないまま鵲尾から逃走した。袁顗は夜になってそのことを知り、劉胡を追いかけると称してやはり逃走した。鵲頭に入って、戍主の薛伯珍やその部下数千人を率いて尋陽に向かおうとした。夜に山間の宿に入り、翌朝に薛伯珍に殺害された。享年は47。袁顗の首級は薛伯珍により兪湛之のもとに届けられ、兪湛之は薛伯珍を斬って自分の功績として報告した。明帝は袁顗の遺体を長江に流させたが、袁顗の甥の袁彖がひそかに捜索して、41日して見つけ出し、石頭の後方の丘に埋葬した。後廃帝が即位すると、改葬することができた。
袁顗の子に袁戩があり、劉子勛の下で黄門侍郎・輔国将軍となり、湓城に駐屯したが、尋陽政権が崩壊すると、城を棄てて逃亡し、追討を受けて殺害された。

## 伝記資料
- 『宋書』巻84 列伝第44
- 『南史』巻26 列伝第16